# Paletas
A série Paletas (Palettes, no original em francês) é uma produção televisiva francesa que busca a compreensão estética e geral de diversas obras ao longo da história da arte, analisando as simbologias e as técnicas empregadas, as formas, as variações de cor, os contrastes, os aspectos histórico e uma breve biografia do autor.

## Episódios
| Título do episódio                                                                 | Imagem                                                        | Principal obra analisadak                                                                              | Pintor                          |
| ---------------------------------------------------------------------------------- | ------------------------------------------------------------- | --- | ------------------------------- |
| 01                                                                                 |                                                               | A Aldrava                                                                                              | Jean-Honoré Fragonard           |
| 02 Algazarra na Toscana Vacarmes en Toscane Primeira exibição 2 de abril de 1999   |                                                               | Batalha de San Romano                                                                                  | Paolo Uccello (1397-1475)       |
| 03 Anjos e Carrascos Anges et Bourreaux                                            |                                                               | Ciclo de São Mateus                                                                                    | Caravaggio                      |
| 04 A Arraia                                                                        |                                                               | A Arraia                                                                                               | Jean-Siméon Chardin             |
| 05 A Textura da Luz Le Grain de la Lumiere                                         |                                                               | O Astrônomo (1668) Óleo sobre tela (51.5 × 45.5 cm) Museu do Louvre                                    | Johannes Vermeer (1632-1675)    |
| 06 Autorretratos Autoportraits Primeira exibição 9 de janeiro de 1994              | Autorretratos                                                 | Rembrandt                                                                                              |                                 |
| 07                                                                                 |                                                               | O Banho Turco                                                                                          | Jean-Auguste Dominique Ingres   |
| 08                                                                                 |                                                               | Um Enterro em Ornans                                                                                   | Gustave Courbet                 |
| 09                                                                                 | Os Jardins do Paraíso                                         | ? |                                 |
| 10                                                                                 |                                                               | As Jovens As Velhas                                                                                    | Goya                            |
| 11                                                                                 |                                                               | Lascaux                                                                                                | ?                               |
| 12                                                                                 | Lembranças da Arcádia                                         | Ticiano                                                                                                |                                 |
| 13                                                                                 |                                                               | A Liberdade Guiando o Povo                                                                             | Eugène Delacroix                |
| 14 "Milagre na Loggia" Miracle dans la Loggia Primeira exibição 5 de março de 1993 |                                                               | A Virgem do Chanceler Rolin                                                                            | Van Eyck (1390-1441)            |
| 15                                                                                 |                                                               | A Peregrinação à Ilha de Citera                                                                        | Antoine Watteau                 |
| 16                                                                                 |                                                               | Pintado por Eufrônio                                                                                   | Eufrônio                        |
| 17 "Os Teatros do Sol" Les Theatres du Soleil                                      | Porto (1639) Óleo sobre tela (51.5 × 45.5 cm) Museu do Louvre | Le Lorrain (1602-1682)                                                                                 |                                 |
| 18 "Um Quadro em Julgamento" Un Tableau en Proces                                  |                                                               | Banquete na Casa de Levi                                                                               | Paolo Veronese                  |
| 19 Admirável Tremor do Tempo Admirable Tremblent du Temps                          |                                                               | As Quatro Estações (1660-1664) Óleo sobre tela (51.5 × 45.5 cm) Museu do Louvre                        | Nicolas Poussin (1594-1665)     |
| 20 O Retábulo dos Ardentes Le Retable des Ardents                                  |                                                               | Retábulo de Isenheim                                                                                   | Matthias Grünewald              |
| 21 Retrato do Amigo Cortesão Portait de l'Ami en Homme de Cour                     |                                                               | Retrato de Baldassare Castiglione                                                                      | Rafael Sanzio                   |
| 22 Uma Revolução à Antiga Une Révolution à l'Antique                               |                                                               | As Sabinas (1799) Óleo sobre tela (51.5 × 45.5 cm) Museu do Louvre                                     | Jacques-Louis David (1748-1825) |
| 23 O Sexto Sentido Le Sixième Sens                                                 |                                                               | Tapeçaria da Mulher com Unicórnio (1480-1500) Tapeçaria (51.5 × 45.5 cm) Museu Nacional da Idade Média | ?                               |
| 24 Por Trás das Cartas Le Dessous des Cartes                                       |                                                               | O Trapaceiro (1635) Óleo sobre tela (51.5 × 45.5 cm) Museu do Louvre                                   | Georges de La Tour (1593-1652)  |